# Vanny Tep
Vanny Tep (geb. 1981 in der Provinz Kampot) ist eine kambodschanische Landrechtsaktivistin und Menschenrechtsverteidigerin. Der Beginn ihres Engagements liegt in der Protestbewegung ausgelöst durch die Ereignisse am Boeung-Kak-See.  Dort wurde im Jahre 2007 eine über 133 Hektar große Fläche an Shukaku Inc. verpachtet. Das Gebiet beherbergte ungefähr 4000 Familien, die durch die Verpachtung ihre Landrechte verloren und zwangsübersiedelt wurden. Gegen die Verpachtung und die Vertreibung der Bewohner hat sich um Vanny Tep eine Opposition mit dem Namen Boeung Kak 13 gebildet.

## Leben
Vanny Tep wuchs in einer armen Familie in der Provinz Kandal auf. 1998 übersiedelte sie mit ihrem damaligen Ehemann nach Phnom Penh. Das Paar ließ sich in der Nähe des Boeng-Kak-Sees nieder. Vanny Tep war zunächst Hausfrau, bevor sie zur Menschenrechtsaktivistin wurde.
2007 verpachtete die kambodschanische Regierung die Region um den Boeung-Kak-See an das private Unternehmen Shukaku, das sich im Besitz des CPP-Senators Lao Meng Khin befindet. Dies hatte zur Folge, dass 4.000 dort ansässige Familien aus ihren Häusern vertrieben wurden.
Als Reaktion auf die Ereignisse ist die Boeung Kak 13 entstanden. Es handelt sich um eine von Vanny Tep angeführte Gruppe von Frauen, die sich gegen die Verpachtung des Areals und die Vertreibung der dort lebenden Menschen engagieren. 
Bei einer Protestaktion Ende November 2011 von rund 50 Frauen wurde Vanny Tep zusammen mit drei anderen Aktivistinnen verhaftet und verbrachte die Nacht im Gefängnis ohne Zugang zu rechtlicher Beratung oder medizinischer Versorgung. Nach dem gewaltsamen Vorgehen der Polizei wurden mindestens sechs Frauen verletzt, zwei begingen einen Selbstmordversuch. Amnesty International kritisierte die Verhaftung als politisch motiviert.
Vanny Tep wurde am 15. August 2016 verhaftet und trotz internationalen Protesten zu 30 Monaten Haft verurteilt. Am 20. August 2018 gab Premierminister Hun Sen dem Druck internationaler Kampagnen von Amnesty International nach und erwirkte eine Begnadigung durch König Norodom Sihamoni.

## Auszeichnungen
- Leadership in Public Life Award, Global Leadership Awards 2013[8]

## Dokumentarfilm
Vanny Tep ist eine der Protagonistinnen im 2018 erschienenen Dokumentarfilm A Cambodian Spring von Christopher Kelly. Der über einen Zeitraum von sechs Jahren gedrehte Film behandelt neben den Geschehnissen um den Boeng-Kak-See auch den Widerstand gegen die Wiederwahl des dafür verantwortlichen und umstrittenen kambodschanischen Premierministers Hun Sen.